# Détecteur de chromatographie
Pour les articles homonymes, voir détecteur.
Un détecteur de chromatographie est un appareil utilisé en chromatographie en phase gazeuse (CPG) ou en phase liquide (CPL) pour détecter les composants du mélange qui sont élués de la colonne de chromatographie. Il existe deux familles de détecteurs : destructif et non destructif.  

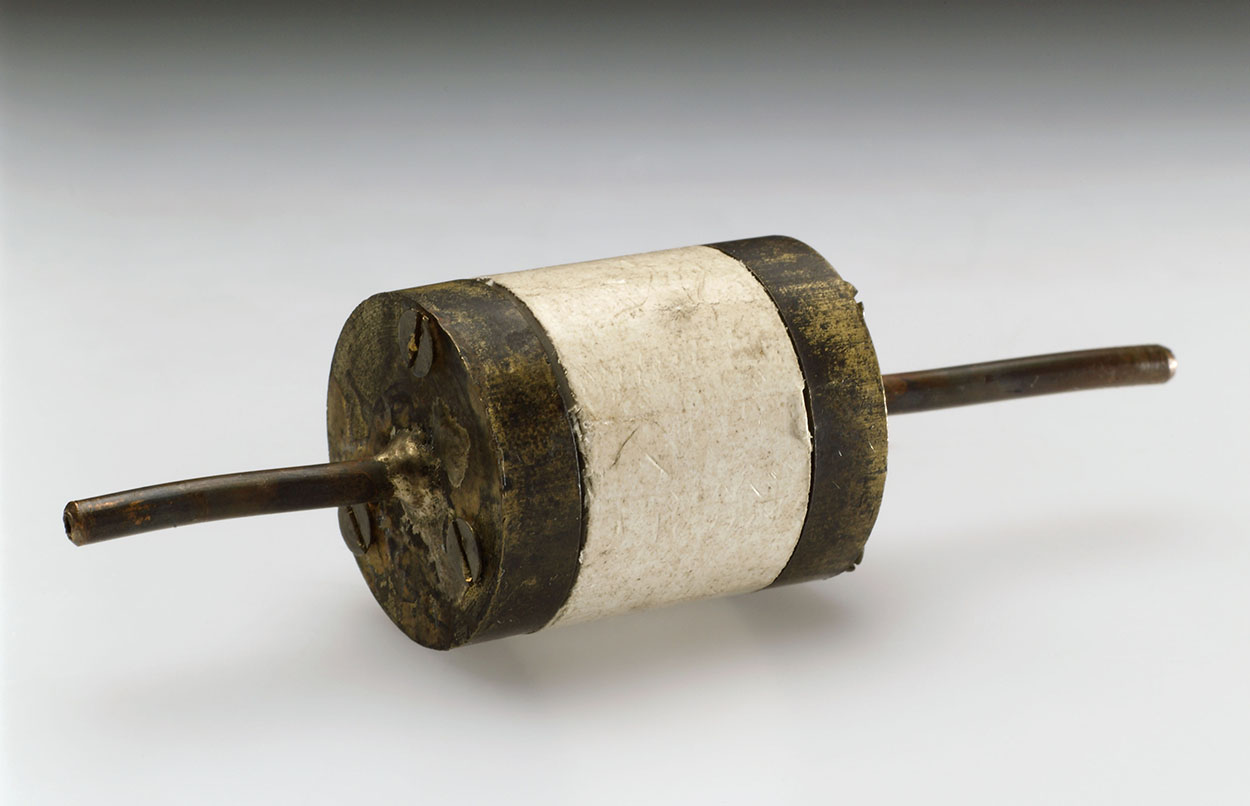
Détecteur Electron Capture pour la chromatographie gazeuse de 1960 construit par James Lovelock.

## Détecteurs destructifs
Les détecteurs destructifs effectuent une transformation continue de l'éluant (combustion, évaporation ou mélange avec des réactifs) avec mesure ultérieure de certaines propriétés physiques de la matière obtenue (plasma, aérosol ou mélange réactionnel).  
En chromatographie liquide : 
- Détecteur d'aérosols chargés (CAD) ;
- Détecteur à diffusion de lumière par évaporation (DEDL ou ELSD en anglais).

En chromatographie en phase gazeuse : 
- Détecteur à ionisation de flamme (FID) ;
- Détecteur photométrique à flamme (FPD) ;
- Détecteur azote-phosphore (NPD) connu aussi sous le nom de détecteur thermoïonique spécifique (DTS) ;
- Détecteur d'émission atomique (AED).

Dans tous les types de chromatographie : 
- Détection spectrale avec couplage à la spectrométrie de masse (MS) donnant la chromatographie en phase gazeuse-spectrométrie de masse et la chromatographie en phase liquide-spectrométrie de masse.

## Détecteurs non destructifs
Les détecteurs non destructifs mesurent directement certaines propriétés de l'éluant (par exemple, l'absorption UV) et permettent ainsi une plus grande récupération de l'analyte.   
En chromatographie liquide : 
- Spectroscopie : 
  - Spectroscopie d'absorption : ultraviolet-visible (comprenant un détecteur à barrette de diodes (DAD ou PDA)). Les longueurs d'onde peuvent être fixes ou variables. L'absorption UV de l'éluant est mesurée en continu à une ou plusieurs longueurs d'onde. Les détecteurs ultraviolet-visible sont de loin les détecteurs les plus populaires en CPL[1].
  - Spectroscopie de fluorescence : irradie l'éluant avec une lumière de longueur d'onde définie et mesure sa fluorescence obtenue à une ou à plusieurs longueurs d'onde.
- Réfractométrie (RI ou RID) : mesure en continu l'indice de réfraction de l'éluant. Il a la plus faible sensibilité de tous les détecteurs. Il est souvent utilisé en chromatographie d'exclusion stérique pour l'analyse des polymères.
- Détecteur de flux de radioactivité : mesure la radioactivité de l'éluant. Ce détecteur peut être destructeur si un cocktail de scintillation est ajouté en permanence à l’éluant.
- Détecteur chiral : mesure en permanence le pouvoir rotatoire de l'éluant. Il est utilisé uniquement lorsque des composés chiraux sont en cours d'analyse.
- Moniteur de conductivité[2] : mesure en continu la conductivité de l'éluant. Il est utilisé uniquement lorsque des éluants conducteurs (eau ou alcools) sont utilisés.

En chromatographie en phase gazeuse : 
- Détecteur à thermo-conduction (TCD) : mesure la conductivité thermique de l'éluant.
- Détecteur à capture d'électrons (ECD) : c'est le détecteur le plus sensible connu. Il permet la détection de molécules organiques contenant des halogènes, des groupes nitro, etc.
- Détecteur à photoionisation (PID) : mesure l'augmentation de la conductivité obtenue en ionisant le gaz éluant avec un rayonnement UV.